# Orexigène

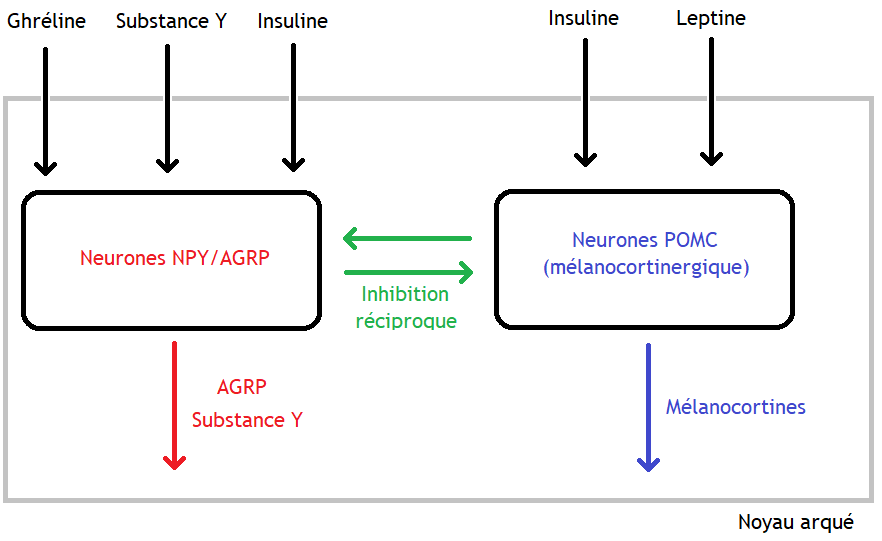
Neurones du noyau arqué de l'hypothalamus, liés à la régulation de l'appétit.

Un orexigène (du grec órexis, « appétit ») ou stimulateur de l'appétit est un médicament qui stimule l'appétit. 
Ce terme désigne aussi les signaux centraux homéostatiques (neuropeptides sécrétés par des neurones hypothalamiques anorexigènes qui reçoivent des signaux périphériques — nerveux et hormonaux — de régulation à court terme et long terme) stimulant l'appétit.
Dans le noyau arqué de l'hypothalamus, les neurones à AGRP (AGouti-Related Peptide (en)) et à NPY (NeuroPeptide Y) ont une fonction anabolique et orexigène.